# Ghayas Zahid
Ghayas Zahid (Oslo, Noruega, 18 de noviembre de 1994) es un futbolista noruego que juega de centrocampista en el Partizán de Belgrado de la Superliga de Serbia.

## Trayectoria
Ghayas Zahid nació en Oslo de padres paquistaníes. Jugó en las categorías inferiores del Klemetsrud IF antes de unirse al Vålerenga Fotball cuando era alevín. Su debut como profesional con el Vålerenga tuvo lugar el 10 de agosto de 2012, en la victoria en casa por 3-1 contra el Odds BK. Durante la segunda mitad de la temporada 2013, el centrocampista fue cedido al Ullensaker/Kisa IL de la Primera División de Noruega, segunda categoría del fútbol noruego. Durante su período de préstamo en el club de Ullensaker, registró diez partidos con el club.
El 31 de agosto de 2017, el APOEL de Nicosia anunció su vinculación con el club de la Primera División de Chipre en un contrato de cuatro años hasta finales de mayo de 2021, sin revelar la cantidad pagada al Vålerenga. El 23 de julio de 2019, durante el mercado de verano previo a la temporada 2019-20, Zahid recaló en el Panathinaikos griego en condición de cedido hasta final de temporada, con una opción de compra de 1,6 millones de euros. Finalmente la opción de compra no fue activada por parte del equipo de la Superliga de Grecia y, al final de la temporada, también dejó el APOEL al expirar su contrato.
El 8 de septiembre de 2021, Zahid firmó un contrato de un año con el Ankaragücü turco, recientemente descendido a la TFF Primera División, con la opción de prorrogar un año más si el club obtenía el ascenso a la Süper Lig. Hizo su debut cuatro días más tarde, el 12 de septiembre, entrando como suplente de Abdullah Durak en el minuto 61 en la victoria por 2-0 sobre Gençlerbirliği.

## Selección nacional
Después de haber sido internacional con las selecciones sub-19 y sub-21 de Noruega, Ghayas Zahid fue convocado por Lars Lagerbäck para la absoluta en verano de 2018. Debutó el 6 de junio de 2018 en un partido amistoso contra Panamá, entrando como titular y siendo sustituido en el minuto 89. El 18 de noviembre de 2020, Zahid anotó su primer gol como internacional en el empate 1-1 frente a Austria, en el partido de vuelta de la Liga B de la Liga de Naciones de la UEFA 2020-21. Al tener también nacionalidad paquistaní, Zahid también llegó a ser convocado por la selección de fútbol de Pakistán, aunque nunca debutó con el combinado asiático.

### Goles internacionales
| # | Fecha                   | Estadio                              | Oponente | Gol | Resultado | Competición                         |
| - | ----------------------- | ------------------------------------ | -------- | --- | --------- | ----------------------------------- |
| 1 | 18 de noviembre de 2020 | Estadio Ernst Happel, Viena, Austria | Austria  | 1–0 | 1–1       | Liga de Naciones de la UEFA 2020-21 |

## Clubes
| Club                         | País    | Año       |
| ---------------------------- | ------- | --------- |
| Vålerenga IF                 | Noruega | 2012-2017 |
| Ullensaker/Kisa IL (cedido)  | Noruega | 2013      |
| APOEL de Nicosia             | Chipre  | 2017-2021 |
| Panathinaikos F. C. (cedido) | Grecia  | 2019-2020 |
| Ankaragücü                   | Turquía | 2021-2023 |
| Partizán de Belgrado         | Serbia  | 2023-     |

## Palmarés

### Títulos nacionales
| Título                     | Club             | País   | Año  |
| -------------------------- | ---------------- | ------ | ---- |
| Primera División de Chipre | APOEL de Nicosia | Chipre | 2018 |
| Primera División de Chipre | APOEL de Nicosia | Chipre | 2019 |